# Fifty Roads to Town
Fifty Roads to Town is een Amerikaanse filmkomedie uit 1937 onder regie van Norman Taurog. Destijds werd de film in Nederland uitgebracht onder de titel Een avontuur in het bos.

## Verhaal
Peter Nostrand wordt opgeroepen om te getuigen in de echtscheidingszaak van een bevriend koppel. Omdat hij geen kant wil kiezen, besluit hij zich een tijdlang te verbergen in een herberg op het platteland. Een jong meisje ontdekt zijn schuilplaats en denkt dat hij een ontsnapte bandiet is. Ze licht de plaatselijke sheriff in, die geloof hecht aan haar verhaal. Ze worden allemaal verrast door een hevige sneeuwstorm.

## Rolverdeling
| Acteur            | Personage         |
| ----------------- | ----------------- |
| Don Ameche        | Peter Nostrand    |
| Ann Sothern       | Millicent Kendall |
| Slim Summerville  | Ed Henry          |
| Jane Darwell      | Mevrouw Henry     |
| John Qualen       | Sheriff Dow       |
| Douglas Fowley    | Dutch Nelson      |
| Allan Lane        | Leroy Smedley     |
| Alan Dinehart     | Jerome Kendall    |
| Stepin Fetchit    | Percy             |
| Paul Hurst        | Tom               |
| Spencer Charters  | George Hession    |
| DeWitt Jennings   | Kapitein Galloway |
| Bradley Page      | Pinelli           |
| Oscar Apfel       | Smorgen           |
| John Hamilton     | Kapitein Carroll  |
| Russell Hicks     | Politiebeambte    |
| Arthur Aylesworth | Hulpsheriff       |
| Jim Toney         | Hulpsheriff       |